# Jan Kemble

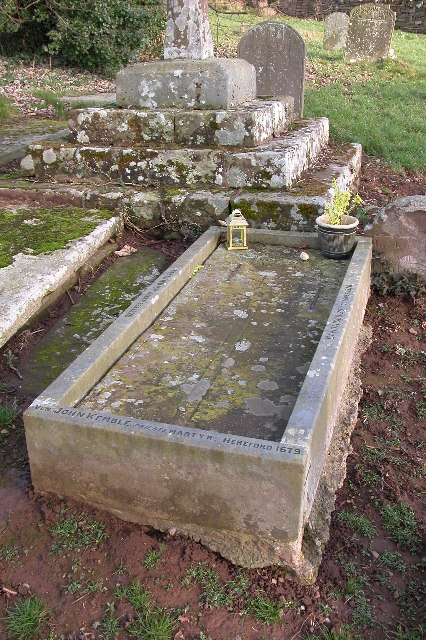
Grób Jana Kemble'a.

Jan Kemble, John Kemble (ur. 1599 w hrabstwie Herefordshire, zm. 22 sierpnia 1679 w Wigmarsh) – święty Kościoła katolickiego, walijski męczennik, ofiara prześladowań antykatolickich okresu reformacji.

## Życiorys
Po przyjęciu w 1625 roku święceń kapłańskich podjął działalność duszpasterską na terenie Walii. Przez pięćdziesiąt trzy lata pełnił posługę kapłańską w obrębie hrabstw Monmouthshire i Herefordshire. Wezwany na egzekucję zażądał by nie przerywano mu modlitwy, a następnie spełnienia życzenia. W ręce szeryfa oddał się po wypaleniu fajki i wypiciu whisky. Został powieszony.
Relikwie i świątynie
Relikwie Jana Kimble znajdują się w kościele Welsh Newton i w Hereford. Świątynia pod wezwaniem jego imienia znajduje się w diecezji Menevia.
Beatyfikacja i kanonizacja
Beatyfikowany 15 grudnia 1929 roku przez papieża Piusa XI, a kanonizowany został w grupie Czterdziestu męczenników Anglii i Walii przez Pawła VI 25 października 1970 roku.
Dzień obchodów
W Kościele katolickim Jan Kemble wspominany jest w dzienną rocznicę śmierci i 25 października.